# Alibertia macrantha
Alibertia macrantha är en måreväxtart som beskrevs av Paul Carpenter Standley. Alibertia macrantha ingår i släktet Alibertia och familjen måreväxter. Inga underarter finns listade i Catalogue of Life.